# Agger
Pour les articles homonymes, voir Agger (homonymie).

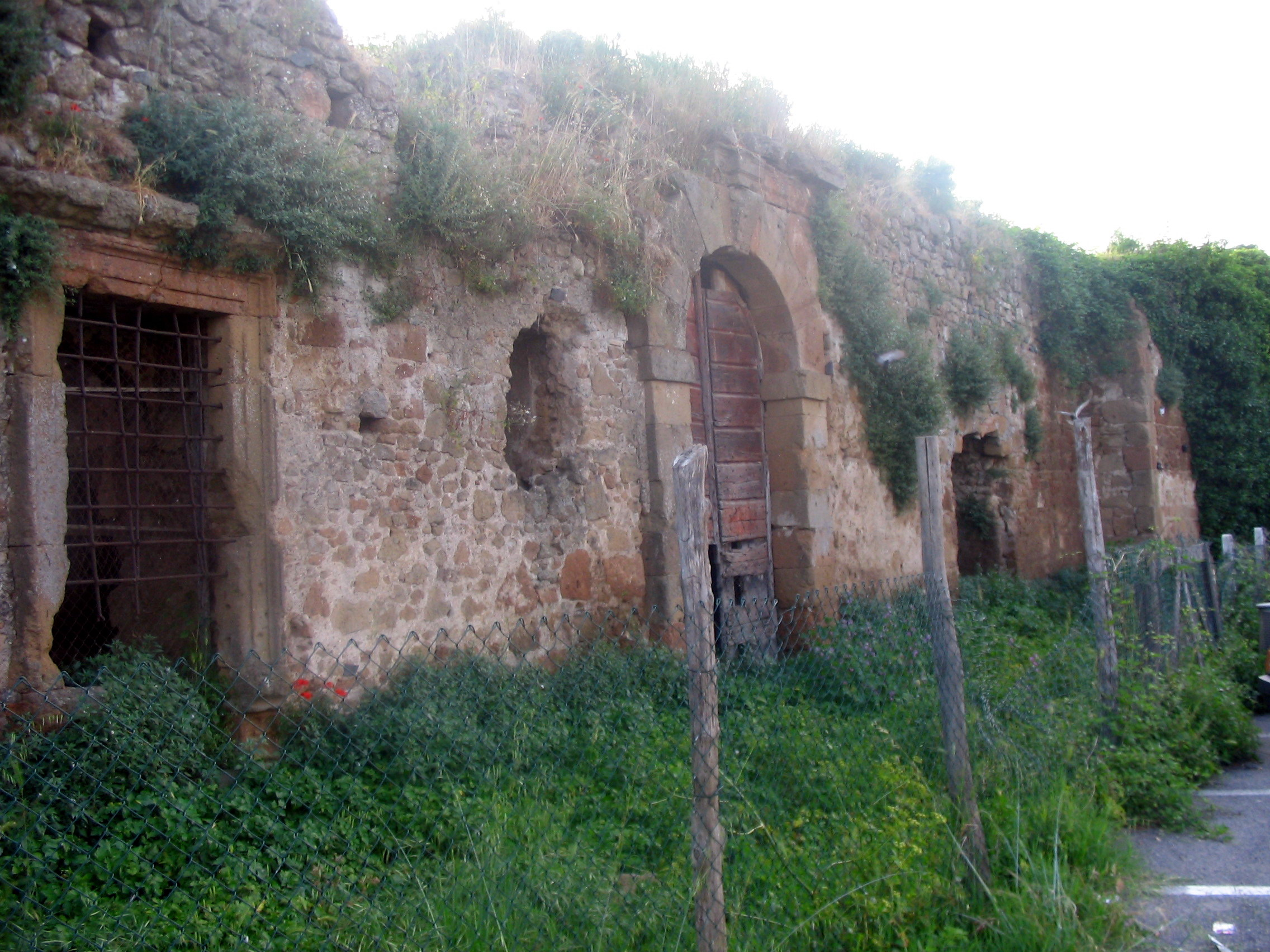
Reste de lagger d'Ardea, dans le Latium.

Un agger est une accumulation de terre de plusieurs mètres de hauteur et de plusieurs dizaines de mètres de largeur, qui constitue le type le plus fréquent de fortification pour les villes du Latium archaïque et par la suite des camps légionnaires romains.
Il est en général formé par la terre prélevée dans le fossé (fossa) qui le précède et couronné d'une palissade (vallum) de pieux.

## Usages
L'agger est déjà attesté chez les Étrusques. Ce type d'ouvrage est également une alternative répandue chez les Celtes lorsque les ouvrages défensifs ne peuvent être faits en pierre.

### L'Aggerde Rome
Un des plus célèbres était l’Agger de Rome, élévation établie par le roi Servius Tullius pour former une partie de l'enceinte orientale de la ville, sur le mont Esquilin. L'agger s'étendait de la porte Colline à l'Esquilin, sur une longueur de 1480 mètres. Il avait 15 mètres de large, était revêtu extérieurement d'un mur de pierre de taille épais de 4,50 mètres, haut de 24 mètres et protégé par un fossé de 30 mètres de large sur 9 mètres de profondeur. Tarquin le Superbe augmenta ou termina cette fortification, ce qui a fait conjecturer qu'il y avait l’Agger de Servius et celui de Tarquin. Cet ouvrage des premiers siècles de Rome est encore très reconnaissable, bien qu'il soit dépouillé de son revêtement de pierre et que son fossé soit comblé.

### L'aggerdes voies romaines
Un autre usage de l'agger est le soubassement des voies romaines, pour fournir à celles-ci leur propre système de drainage. L'agger est une levée qui supporte la surface de la voie. Il est construit en excavant le long du tracé de la voie, assurant d'abord une ferme fondation, puis recomblant et compressant le sol, ajoutant le déblai des fossés de drainage des deux côtés de la voie, puis recouvrant avec différentes couches de pierres calibrées et gravier. Les fossés latéraux, en plus de servir de drainage des eaux de pluie, pouvaient aussi être utilisés par les soldats comme cachette si jamais ils étaient pris sous une attaque ennemie.
L'archéologue Jean-Michel Desbordes a étudié de nombreuses sections de voies romaines en Limousin. Il a montré qu'elles se caractérisent par des tracés « par monts et par vaux » utilisant comme nos routes modernes le principe des déblais et remblais, contrairement aux voies plus anciennes, protohistoriques, qui utilisaient des lignes d'interfluve. Les voies romaines alternent donc des cavées, c'est-à-dire des parties en déblai dans les pentes et des aggers, c'est-à-dire des remblais réalisés en bas de pente. Les aggers peuvent également être formés de matériaux provenant de petites carrières à proximité. Selon Desbordes, c'est très probablement le cas sur la commune de Montboucher (Creuse), où quatre petites carrières longent la voie.

## Sources
- Dezobry et Bachelet, Dictionnaire de biographie et d'histoire, t.1, Ch. Delgrave, 1876, p. 25